# Ženavlje
Ženavlje este o localitate din comuna Gornji Petrovci, Slovenia, cu o populație de 99 de locuitori.